# Горан Трајкоски
Горан Трајкоски је македонски музичар и музички новинар који се сматра за једног од најзначајних на македонској алтернативној сцени, уз Горазда Чаповског, Горана Таневског и Ристе Вртева.
Активно је учествовао као писац текста, музике и извођач у групама:
- Сарацени
- Падот на Византија, певач и гитариста
- Мизар, прво као клавијатуриста током `80, а почетком овог века и као вокал његовог Трећег Откровења
- Анастасија (првобитно Апореа), вокал, гајде и кавали

Поред музике за споменуте групе, радио је и музику за неколико представа и филмова, од којих су најзначајнији музика за награђивани филм Милча Манчевског „Пре кише“ и представу „Баханалија“, коју је радио у склопу Анастасије.

## Живот
Горан Трајкоски је рођен 21. новембра 1963. године у Велесу (тадашњи Титов Велес) у Македонији (тада у СФРЈ). Основно и средње образовање је стекао у Велесу, Струги, Охриду и Скопљу, после чега је завршио Филолошки факултет универзитета свети Ћирило и Методије у Скопљу на одсеку за енглески језик и књижевност. Интересантно је да иако је један од најзначајнијих писаца музике из Македоније, никада није похађао музичке школе и музиком се бави као потпуни лаик. За музику је почео да се занима почетком `80, а са тзв. балканским етном се упознаје преко извођача као што су Вања Лазарова и Пеце Атанасовски, док га са византијском музиком и црквенословенским појањем упознају Владимир и Стефан Санџаковски.

### Горан Трајкоски као музичар
Рок музиком се бавио у низу музичких група:
- Сарацени
- Падот на Византија
- Мизар
- Анастасија (првобитно Апореа)

и у свима је био или главни писац текста и музике или један од оних који у њиховом стварању активно учествују. Најпознатији је као фронтмен Анастасије, али и као певач Мизара обновљеног почетком овог века, познатог и као Треће Откровење. Једна од његових карактеристика је упечатљив сценски наступ који публику не оставља равнодушном.

### Горан Трајкоски као писац музике
Музиком за позориште почео је да се бави крајем `80 година  века и од тада је написао музику за већи број представа које је радио самостално или као члан Анастасије. Радио је музику за представе у Македонији, Србији, Босни и Херцеговини и Грчкој, а сарађивао је са режисерима као што су: Владо Цветановски, Сашо Миленковски, Владимир Милчин, Бранко Брезовац, Раик Алниачик, Златко Славенски, као и са низом других музичара, попут Александром Вељановим из немачког дарквејв састава Дајне Лакајен. У његове најбоље радове убрајају се музике за представе:
- „Мартолозот“
- „Ајант“
- „Госпођица Јулија“ (КПГТ, Суботица)
- „Буре барут“ (Аморе театар, Атина)
- „Хамлет“, „Розенкранц и Гилдестерн су мртви“, „Сабрана дела Шекспира“ (Драмски театар, Скопље);
- „Еригон“, „Пер Гинт“, „Црна Дупка“ (МНТ, Скопље)

Поред музике за представе, радио је као члан Анастасије музику за неколико филмова, од којих је најзначајнија музика за филм Милча Манчевског „Пре кише“ који је награђен венецијанским Златним лавом.

### Горан Трајкоски као новинар
Крајем `80 и почетком `90 година 20. века радио је као новинар у радијском програму МРТ-а и на каналу 103 у областима македонске народне и савремене поп музике.